# Ruhrtal bei Laer u. Schneisenberg
Ruhrtal bei Laer u. Schneisenberg este o arie protejată (sit de importanță comunitară — SCI) din Germania întinsă pe o suprafață de 197,45 ha, integral pe uscat.

## Localizare
Centrul sitului Ruhrtal bei Laer u. Schneisenberg este situat la coordonatele 51°20′51″N 8°14′02″E / 51.3475°N 8.2339°E.

## Înființare
Situl Ruhrtal bei Laer u. Schneisenberg a fost declarat sit de importanță comunitară în august 1999 pentru a proteja un număr necunoscut de specii din flora spontană și fauna sălbatică aflate în arealul zonei.

## Biodiversitate
Situată în ecoregiunea continentală, aria protejată conține 6 habitate naturale: Cursuri de apă de la nivel de câmpie la nivel montan, cu vegetație Ranunculion fluitantis și Callitricho-Batrachion, Fânețe de joasă altitudine (Alopecurus pratensis, Sanguisorba officinalis), Păduri de fag Luzulo-Fagetum, Păduri de fag Asperulo-Fagetum, Păduri pe pante, grohotișuri și ravene de Tilio-Acerion, Păduri aluvionare cu Alnus glutinosa și Fraxinus excelsior (Alno-Padion, Alnion incanae, Salicion albae).
La baza desemnării sitului se află un număr nedeclarat de specii protejate.